# Fédération internationale de yoga
La Fédération internationale de yoga est un regroupement d'organismes continentaux, nationaux et régionaux de yoga.

## Historique

### La création
La naissance réelle de la Fédération Internationale de Yoga date de 1987, à Montevideo en Uruguay sous l'appellation de Fédération Internationale de  Professeurs Professionnels de Yoga. Elle est devenue en 2001 la Fédération Internationale de Yoga.

### Les membres fondateurs
À l'origine, l'idée est venu du maître de yoga français - le Swami Asuri Kapila fondateur de Ramana Ashram (1934) et disciple direct de Ramana Maharshi. 
C’est en 1935 que Swami Asuri Kapila (Cesar Della Rosa Bendio), introduit en Uruguay, et quelques années après en Argentina et au Brésil, un  enseignement de Hatha Yoga, de Yoga, de Shankya, de Shivaïsme du Cachemire, d'Ayurveda et de Bouddhisme. 
Swami Asuri Kapila est le fondateur :
- de l'École Nationale de Yoga de Uruguay (devenue en 1985 Association Uruguayen de Yoga) ;
- du Ramana Ashram ;
- du Maha Bodhi Shanga.

Swami Asuri Kapila a étudié le yoga avec Ramana Maharshi, Swami Annamalai, le trika yoga avec Swami Vidyadhar (Shivaïsme du Cachemire), le Yoga Intégrale avec Sri Aurobindo (en Inde, ex-comptoir français, à Pondichery). Il obtient le disha de Swami Vishwananda et la confirmation de  Swami Chandrashekhara Bharati et le Shankaracharya de Sringeri Peetham. 
Swami Asuri Kapila a étudié le Bouddhisme avec Anagarika Dhampala (David Hewavitharana) et Lama Lobsang Dorje (Tibet). Il était un ami de Alexandra David-Néel, Felix Guyot, Lucien Ferrier et Swami Sevananda(Leo Alvarez Costet de Mascheville) le président Suddha Dharma Mandalam Internationale.
En 1970 Krishna Kisore Dasji (Delhi) créé Conseil Mondial du Yoga et après Swami Gitananda (Pondichery) le Parlement Mondial du Yoga.

## Création des organismes membres de la Fédération

### International
En 1970 Krishna Kisore Dasji (Delhi) créera Conseil Mondial du yoga et après Swami Gitananda (Pondicherry) le Parlement Mondial du Yoga.
En 1987 De Rose est élu président de la Fédération Internationale de Professeurs Professionnels de Yoga. En 1989 le successeur de Swami Asuri Kapila et Krishna Kisore Dasji: Yogacharya Dr. Estevez Griego (swami Maitreyananda) est élu président de la Fédération Internationale de Yoga (Fédération Internationale de  Professeurs Professionnels de Yoga), et Mataji Indra Devi sont élus des présidents d'honneur. En 1992 Yogacharya Krishna Kisore Dasji (Indie) devient président de la Fédération Internationale de Yoga (Fédération Internationale de  Professeurs Professionnels de Yoga)

### En Europe
En 1948 Lucien Ferrer fonde à Paris L’Académie occidentale de yoga. À sa mort, en 1964, c’est Roger Clerc qui lui succède pour continuer son enseignement.
Par ailleurs, il occupe longtemps le poste de secrétaire général de la Fédération Nationale de France, et crée en 1978 l’Académie du Yoga de l’Energie.
En 1972, en octobre, est fondée l’Union Européenne de Yoga (UEY) par Claude Peltier, Roger Clerc, Nil Hahoutoff, André van Lysebeth et Hug qui en devient le premier secrétaire général. 
Cette Union organise en 1973, sous l'impulsion de Gérard Blitz son nouveau secrétaire général, une première rencontre européenne à Zinal, en Suisse : 350 enseignants venant de quinze pays différents y ont participé. Le thème était "L’Occident face à l’héritage du yoga". Carlos Miguel Perez fonde a Madrid L'Alliance Européenne de Yoga (AEY) et Yogmata Taraji l'Fédération Européenne de Yoga, Yogatherapie et Ayurveda.

### En Asie
Dr. Gopalji fonde à Delhi l'Union Asiatique de Yoga (UAY) et la Confédération Indien du Yoga (CIY)

### En Afrique
Martin Mc Cormick crée l'Alliance African du Yoga (AAY)

### Sur le continent américain
En 1982 Rama Vernon aux États-Unis crée Unity In Yoga devenue Ad Hoc Yoga Alliance d'États-Unis.
En octobre 1985, est fondée l’Union Latino-américaine de Yoga ULY (devenue en 2006 Fédération Latino-américaine de Yoga) Yogacharya Dr. Estevez Griego (swami Maitreyananda) ami de Gérard Blitz et successeur de Swami Asuri Kapila, devient le premier président de l’Union Latino-américain de Yoga. Mataji Indra Devi est élu président d'honneur et Yogacharini Silvia Irigoyen (Swamini Dayananda Ma) secrétaire général. 
En 2002-2005 le successeur de Swami Asuri Kapila est Krishna Kisore Dasji: Yogacharya Dr. Estevez Griego (swami Maitreyananda) est élu président de Fédération Internationale de Yoga. En 2006 Swami Dayananda Ma a été élu président de la Fédération Internationale de Yoga (2006-2008) et Swami Buaji le président d'honneur.  La Fédération Internationale de Yoga regroupe l'ensemble des associations et fédérations de yoga dans le monde.
Guru Dileepji fonde la Fédération Nord Américaine du Yoga (New York) États-Unis. Swami Buaji élu président d'honneur.

### Bilan
Après 20 ans et plus de 20 conférences mondiales de yoga, de nombreux organismes continentaux de yoga sont membres de la Fédération Internationale de Yoga notamment :
- l'Alliance Européenne de Yoga ;
- la Fédération Européenne de Yoga et Yoga Thérapie ;
- l'Association Européenne des  Professionnels de Yoga, Yoga Thérapie et Ayurveda ;
- le Conseil Européen de Yoga ;
- le Conseil Mondial du Yoga ;
- l'Union Asiatique de Yoga ;
- l'Alliance Asiatique de Yoga ;
- l'Alliance Africain de Yoga ;
- la Fédération Latino-américain de Yoga ;
- la Fédération Nord-américain de Yoga ;
- la Fédération Sud-américain de Yoga ;
- la Fédération Francophone de yoga ;
- l'Association Ibero-américain de Yoga ;
- l'Alliance India Internationale de Yoga ;
- les associations et fédérations nationales de yoga de Asie, Europe, Amérique, Océanie et Afrique ;
- les associations et fédérations régionales de yoga ;
- les associations et fédérations Internationales de yoga, yoga thérapie, professionnels de yoga, professeurs de yoga, etc.

L'intégration avec diversité est possible avec tolérance, compassion, équanimité, harmonie, affectueuse bonté et bonne volonté (Swami Maitreyananda)

### Aujourd'hui
En 2006, Swami Dayananda Ma a été élu président exécutif de la Fédération Internationale de Yoga et Swami Buaji le président d'honneur.